# Eumenidiopsis jacoti
Eumenidiopsis jacoti är en stekelart som beskrevs av Giordani Soika 1976. Eumenidiopsis jacoti ingår i släktet Eumenidiopsis och familjen Eumenidae. Inga underarter finns listade i Catalogue of Life.